# Charles Duchaussois
Charles Duchaussois (27. ledna 1940 – 27. února 1991) byl francouzský spisovatel. Nejvíce se proslavil svým autobiografickým románem Flash ou le Grand Voyage.

## Život
Narodil se 27. ledna 1940 a ve věku čtyř měsíců a osmi dnů byl během ranního bombardování zasažen šrapnelem do oka. Od té doby byl na toto oko slepý, což často zmiňoval ve svém románu.
Když mu bylo okolo dvaceti let, rozhodl se odejít na jih Francie. Po sérii drobných krádeží, podvodů a několika pobytech ve vězení odjel za přítelem do Libanonu. Zde také začíná jeho kniha Flash ou le Grand Voyage.
V roce 1969 cestoval Duchaussois z Marseille do Bejrútu, z Istanbulu do Bagdádu a dlouhé období strávil také v Indii. Postupně se blížil k městu Káthmándú, oblíbenému místu hippies a uživatelů drog. V Káthmándú mimo jiné poznal Jocelyne, která se stala jeho přítelkyní. 10. ledna 1970, po půlroce cestování, se ze zdravotních důvodů vrátil do vlasti. Na úplném konci své cesty neměl daleko k šílenství. Po svém návratu, v prosinci roku 1970, poslal svůj příběh na osmnácti magnetofonových páskách nakladatelství Fayard.
Po knize Flash, až do konce listopadu 1970 neúspěšně bojoval s drogovou závislostí. Charlesovi a Jocelyne se z tohoto stylu života nepodařilo uniknout a dále užívali drogy, vykrádali pařížské lékárny a zažívali záchvaty choromyslnosti a období detoxikace. V roce 1971 se usadili v La Chaux-de-Fonds ve Švýcarsku. 3. listopadu 1971 se jim narodil syn Krishna-Romain, pojmenovaný jednak po Charlesově sluhovi z Káthmándú, jednak po Charlesově příteli, který se usadil v Kuvajtu. Na počátku roku 1972 se Charles s Jocelyne rozešel, neboť chtěl znovu cestovat, zatímco Jocelyne se chtěla usadit a vychovávat syna.
Charles se vrátil do Paříže. V roce 1974 se podruhé oženil – s Christiane – a narodilo se mu druhé dítě. O tři roky později se manželé rozešli. Na konci roku 1978 byl Charles uvězněn za vraždu. Roku 1983 se s Christiane rozvedl. Ještě tentýž rok se nedaleko Paříže oženil s Fernandou. V roce 1986 se rozvedli.
Charles Duchaussois zemřel 27. února 1991 v nemocnici Saint-Michel de Paris na rakovinu plic. Pan S., ředitel pohřebního ústavu, ho poznal a dovolil, aby byl pohřben na Valentonském hřbitově.